# Акбердино
Акбе́рдино (баш. Аҡбирҙе) — село в Иглинском районе Башкортостана. Административный центр Акбердинского сельсовета.

## География
Село находится на берегу озера Сарыкуль.

### Географическое положение
Расстояние до:
- столицы республики (Уфа): 18 км,
- районного центра (Иглино): 55 км,
- ближайшей ж/д станции (Уфа): 20 км, (Иглино): 55 км

## Население
| 2002 | 2009  | 2010  | 2021  |
| ---- | ----- | ----- | ----- |
| 778  | ↗1225 | ↘1009 | ↗5239 |

### Национальный состав
Согласно переписи 2020 года, преобладающие национальности — башкиры (53,1 %), русские (24,4 %), татары (17,8 %).

## Улицы
| - ул. Акбердинская, - ул. Аквалангистов, - ул. Батырская, - ул. Биишевой, - ул. Валиди, - ул. Виноградная, - ул. Вишнёвая, - ул. Газпромовская, - пер. Газпромовский, - ул. Гарипова, - ул. Гафури, - ул. Горнолыжная, - ул. Девичья гора, - ул. Дорожная, - ул. Дружбы, - ул. Дружба народов, | - ул. Земляничная, - ул. Иглинская, - ул. Карима, - ул. Ключевская, - ул. Колхозников, - ул. Красноморская, - ул. Кугарчинская, - ул. Лесная, - ул. Луговая, - ул. Мира, - ул. Молодёжная, - ул. Мурадымовская, - ул. Озёрная, - ул. Ореховая, - ул. Орловская, - ул. Охотничья, | - ул. Парковая, - ул. Победы, - ул. Подлесная, - ул. Полевая, - ул. Президентская, - ул. Рами Гарипова, - ул. Родниковая, - пер. Родниковый, - ул. Российская, - ул. Салавата Юлаева, - ул. Сарыкульская, - ул. Северная, - ул. Сиреневая, - пер. Сиреневый, - ул. Сосновая, - ул. Строителей, | - ул. Султанова, - ул. Тавакановская, - ул. Татарская, - ул. Ташлинская, - ул. Тенистая, - ул. Тикеева, - ул. Тукая, - ул. Уральская, - ул. Файзуллина, - ул. Хисматуллина, - ул. Худайбердина, - ул. Центральная, - пер. Центральный, - ул. Шаймуратова, - ул. Юбилейная, - ул. Ясная. |